# Acalolepta misella
Acalolepta misella là một loài bọ cánh cứng trong họ Cerambycidae.